# دبیرستان بدر
دبیرستان بدر یک از مدارس قدیمی پسرانه تهران است که در خیابان ری بالاتر از بازارچه حمام نواب قرار داشت.
از دانش آموختگان به نام این دبیرستان می‌توان به مسعود کیمیایی، اسفندیار قره‌باغی، عباس شفیعی، حسین گیل، منوچهر وثوق، محمد بخارایی، بهروز رضوی، سیروس الوند، فرامرز قریبیان، غلامحسین دلجو، مرتضی برجسته و ... اشاره کرد.
همچنین مسعود کیمیایی در فیلم گوزنها در سکانسی دبیرستان بدر را به تصویر می کشد.  
این مرکز آموزشی، هم اکنون دبستان دخترانه است.

## منبع
- روزنامه همشهری شماره ۳۸۵۴ یکشنبه ۲۹ آبان ۱۳۸۴

- روزنامه اطلاعات، خاطراتی از دبیرستان بَدْرِ تهران، روح‌الله مهرپارسا، دوشنبه ۱۰ آذر ۱۳۹۳